# Olayinka Olajide
Olayinka Olajide (* 28. Oktober 2002) ist eine nigerianische Leichtathletin, die sich auf den Sprint spezialisiert hat. Mit der nigerianischen 4-mal-100-Meter-Staffel siegte sie 2024 bei den Afrikaspielen in Accra und siegte im selben Jahr bei den Afrikameisterschaften in Douala.

## Sportliche Laufbahn
Erste internationale Erfahrungen sammelte Olayinka Olajide im Jahr 2024, als sie bei den Afrikaspielen in Accra in 11,55 s auf Anhieb die Bronzemedaille im 100-Meter-Lauf hinter der Gambierin Gina Bass Bittaye und Maia McCoy aus Liberia gewann. Zudem siegte sie mit der nigerianischen 4-mal-100-Meter-Staffel in 43,05 s gemeinsam mit Justina Tiana Eyakpobeyan, Moforehan Abinusawa und Tobi Amusan und sicherte sich im 200-Meter-Lauf in 23,18 s die Silbermedaille hinter der Gambierin Bass Bitaye. Im Mai wurde sie bei den World Athletics Relays auf den Bahamas in 42,71 s Erste im C-Lauf in der 2. Qualifikationsrunde über 4-mal 100 Meter für die Olympischen Spiele in Paris und sicherte damit dem nigerianischen Team einen Startplatz. Im Juni belegte sie bei den Afrikameisterschaften in Douala in 11,55 s den siebten Platz über 100 Meter und siegte mit der Staffel in 43,01 s gemeinsam mit Justina Tiana Eyakpobeyan, Tima Godbless und Tobi Amusan.

## Persönliche Bestleistungen
- 100 Meter: 11,19 s (+0,2 m/s), 18. Februar 2024 in Asaba
- 200 Meter: 23,16 s (−0,8 m/s), 5. Juni 2024 in Accra